# L'Habit neuf
Pour plus de détails, voir Fiche technique et Distribution.
L'Habit neuf est un film muet français réalisé par Louis Feuillade, sorti en 1910.

## Fiche technique
- Titre : L'Habit neuf
- Réalisation : Louis Feuillade
- Scénario : Louis Feuillade
- Société de production : Société des Établissements L. Gaumont
- Pays d'origine :  France
- Langue : film muet avec les intertitres  en français
- Format : Noir et blanc — 35 mm — 1,33:1 — Muet
- Genre :
- Durée : inconnue
- Dates de sortie :
  -  France : 1910